# أوسكار خايمي فلورنسيو
أوسكار خايمي فلورنسيو هو كاهن كاثوليكي فلبيني، ولد في 5 فبراير 1966 في Capoocan ‏ في الفلبين.